# Přeslička největší
Přeslička největší neboli přeslička obrovská (Equisetum telmateia) je rostlina z oddělení přesličky, jehož jediným recentním rodem je rod přeslička v širším pojetí (Equisetum s.l.).

## Popis
Přeslička největší je vytrvalá, výtrusná bylina vysoká nejčastěji 50–150 cm, vzácněji až 200 cm, vyrůstající z článkovitého oddenku. Jedná se o největší druh přesličky v ČR. U přesličky obrovské se projevuje sezónní dimorfismus, stejně jako u přesličky rolní. Na jaře vyrůstá fertilní lodyha s vrcholovým výtrusnicovým klasem. Jarní lodyha je nevětvená, nezelená, bělavá až světle hnědá, později uschne. V létě vyrůstá letní sterilní lodyha. Ta je zelená a přeslenitě větvená. Hlavní stonek má zvláště v mladším stavu žlutavě bílou (jako slonovina) barvu, což je nápadný znak druhu. Střední dutina zabírá cca 2/3 průměru stonku. Jako u ostatních přesliček se v každém uzlině nachází pochva, což jsou vlastně bočně srostlé přeslenitě uspořádané listy, nahoře mají listy volné konce a tvoří zuby pochvy. Výtrusnicový klas je solitérní, vrcholový, s tupou špičkou. O životním cyklu přesliček viz přeslička.

## Stanoviště
Mokřadní druh, osidluje často nekosená prameniště a vlhké louky, někdy roste i v luzích. Vyžaduje spíše bazické až neutrální půdy.

## Areál rozšíření
Roste v Evropě, SZ Africe, JZ Asii a izolovanou arelu má i v Severní Americe.

## Výskyt v Česku
V ČR roste roztroušeně. Místy je celkem hojná, třeba na východní Moravě, ale jinde je zase o mnoho vzácnější, třeba v západních a jižních Čechách. V horách nad 800 m n. m. většinou chybí.

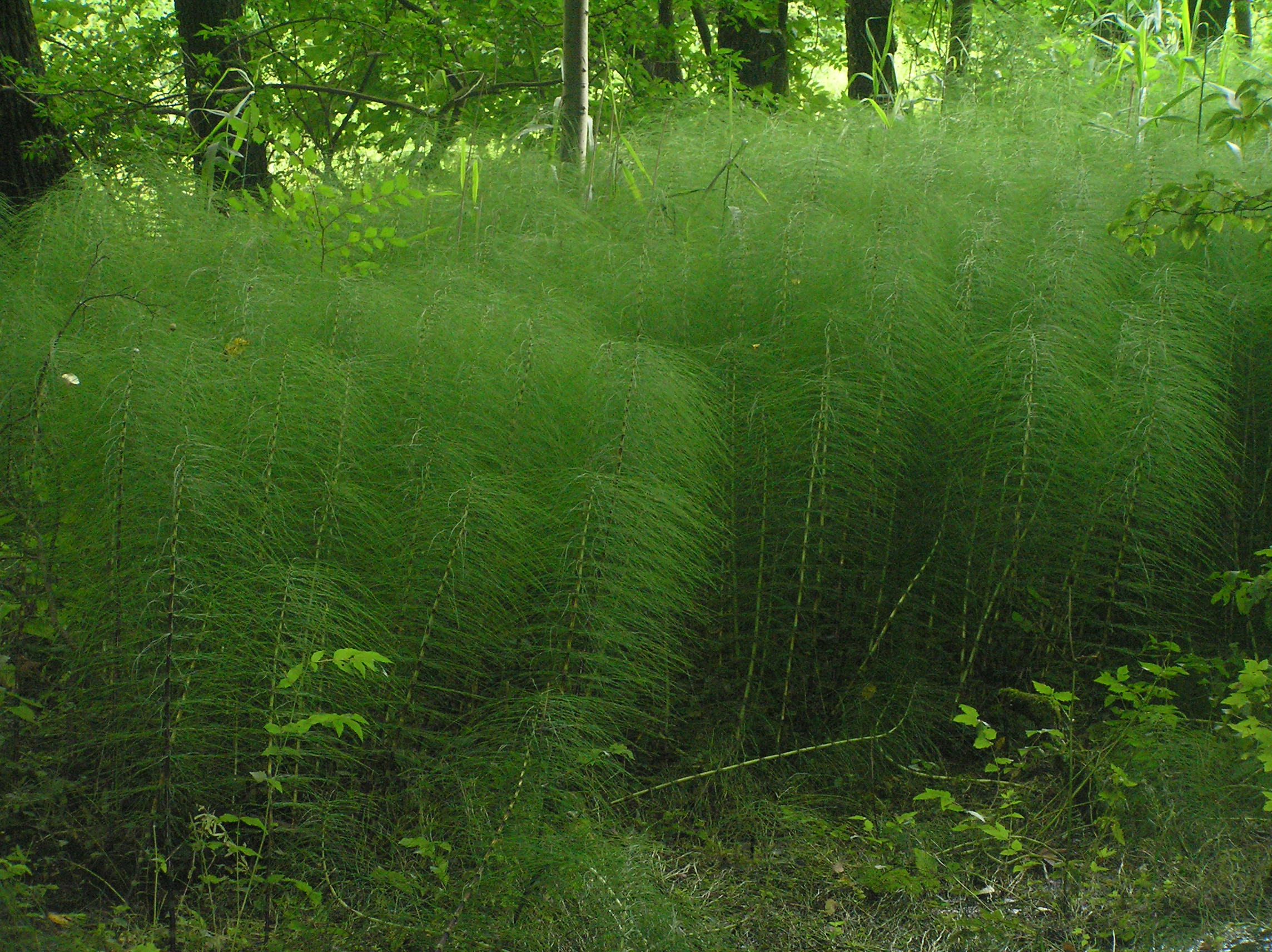
Porost přesličky největší v PR Hemže-Mítkov poblíž Chocně